# Promozione Toscana 1981-1982
Nella stagione 1981-1982 la Promozione era sesto livello del calcio italiano (il massimo livello regionale). Qui vi sono le statistiche relative al campionato in Toscana.
Il campionato è strutturato in vari gironi all'italiana su base regionale, gestiti dai Comitati Regionali di competenza. Promozioni alla categoria superiore e retrocessioni in quella inferiore non erano sempre omogenee; erano quantificate all'inizio del campionato dal Comitato Regionale secondo le direttive stabilite dalla Lega Nazionale Dilettanti, ma flessibili, in relazione al numero delle società retrocesse dal Campionato Interregionale e perciò, a seconda delle varie situazioni regionali, la fine del campionato poteva avere degli spareggi sia di promozione che di retrocessione.

## Girone A

### Squadre partecipanti
| Squadra                 | Città                      |
| ----------------------- | -------------------------- |
| A.C. Alabastri Volterra | Volterra (PI)              |
| G.S. Armando Picchi     | Livorno (LI)               |
| U.S. Aullese            | Aulla (MS)                 |
| A.C. Bagni di Lucca     | Bagni di Lucca (LU)        |
| A.S. Camaiore           | Camaiore (LU)              |
| Pol. Follonica          | Follonica (GR)             |
| U.S. Lampo              | Lamporecchio (FI)          |
| U.S. Larcianese         | Larciano (PT)              |
| A.S. Monsummanese       | Monsummano Terme (PT)      |
| A.S. Pecciolese         | Peccioli (PI)              |
| U.S. Piombino           | Piombino (LI)              |
| U.S. Ponte a Moriano    | Lucca (LU)                 |
| G.S. Rosignano          | Rosignano Solvay (LI)      |
| U.S. Sanromanese        | San Romano (Pisa) (PI)     |
| G.S. Tuttocalzatura     | Castelfranco di Sotto (PI) |
| A.S. Venturina          | Venturina Terme (LI)       |

### Classifica finale
|  | Pos. | Squadra            | Pt | G  | V  | N  | P  | GF | GS | DR  |
|  | ---- | ------------------ | -- | -- | -- | -- | -- | -- | -- | --- |
|  | 1.   | Rosignano          | 42 | 30 | 18 | 6  | 6  | 44 | 25 | +19 |
|  | 2.   | Pecciolese         | 40 | 30 | 14 | 12 | 4  | 38 | 18 | +20 |
|  | 3.   | Tuttocalzatura     | 40 | 30 | 15 | 10 | 5  | 35 | 19 | +16 |
|  | 4.   | Bagni di Lucca     | 37 | 30 | 13 | 11 | 6  | 34 | 23 | +11 |
|  | 5.   | Monsummanese       | 36 | 30 | 13 | 10 | 7  | 38 | 32 | +6  |
|  | 6.   | Ponte a Moriano    | 35 | 30 | 13 | 9  | 8  | 24 | 23 | +1  |
|  | 7.   | Piombino           | 33 | 30 | 13 | 7  | 10 | 32 | 27 | +5  |
|  | 8.   | Armando Picchi     | 30 | 30 | 10 | 10 | 10 | 26 | 25 | +1  |
|  | 9.   | Aullese            | 29 | 30 | 8  | 13 | 9  | 27 | 22 | +5  |
|  | 10.  | Alabastri Volterra | 29 | 30 | 8  | 13 | 9  | 31 | 30 | +1  |
|  | 11.  | Camaiore           | 28 | 30 | 7  | 14 | 9  | 24 | 29 | -5  |
|  | 12.  | Venturina          | 25 | 30 | 7  | 11 | 12 | 18 | 25 | -7  |
|  | 13.  | Lampo              | 24 | 30 | 6  | 12 | 12 | 20 | 30 | -10 |
|  | 14.  | Sanromanese        | 22 | 30 | 3  | 16 | 11 | 17 | 26 | -9  |
|  | 15.  | Follonica          | 17 | 30 | 5  | 7  | 18 | 21 | 46 | -25 |
|  | 16.  | Larcianese         | 13 | 30 | 2  | 9  | 19 | 15 | 44 | -29 |

## Girone B

### Squadre partecipanti
| Squadra               | Città                           |
| --------------------- | ------------------------------- |
| S.S. Castelfiorentino | Castelfiorentino (FI)           |
| A.S. Castellina       | Castellina in Chianti (FI)      |
| A.S. Certaldo         | Certaldo (FI)                   |
| S.S. Delle Signe      | Signa (FI)                      |
| A.S. Figline          | Figline Valdarno (FI)           |
| A.C. Foiano           | Foiano della Chiana (AR)        |
| U.S. Grassina         | Grassina (FI)                   |
| A.S. Impruneta        | Impruneta (FI)                  |
| U.S. Poggibonsi       | Poggibonsi (SI)                 |
| U.S. Pontassieve      | Pontassieve (FI)                |
| A.C. Quarrata Olimpia | Quarrata (PT)                   |
| S.C. Resco Reggello   | Reggello (FI)                   |
| U.C. Sinalunghese     | Sinalunga (SI)                  |
| G.S. Staggia          | Staggia Senese (SI)             |
| Pol. Subbiano         | Subbiano (AR)                   |
| U.S. Tegoleto         | Civitella in Val di Chiana (AR) |

### Classifica finale
|  | Pos. | Squadra          | Pt | G  | V  | N  | P  | GF | GS | DR  |
|  | ---- | ---------------- | -- | -- | -- | -- | -- | -- | -- | --- |
|  | 1.   | Castelfiorentino | 45 | 30 | 17 | 11 | 2  | 44 | 18 | +26 |
|  | 2.   | Figline          | 39 | 30 | 12 | 15 | 3  | 32 | 17 | +15 |
|  | 3.   | Tegoleto         | 34 | 30 | 14 | 6  | 10 | 38 | 33 | +5  |
|  | 4.   | Grassina         | 34 | 30 | 12 | 10 | 8  | 37 | 34 | +3  |
|  | 5.   | Subbiano         | 32 | 30 | 11 | 10 | 9  | 27 | 21 | +6  |
|  | 6.   | Castellina       | 32 | 30 | 11 | 10 | 9  | 33 | 25 | +8  |
|  | 7.   | Poggibonsi       | 31 | 30 | 9  | 13 | 8  | 33 | 24 | +9  |
|  | 8.   | Resco Reggello   | 31 | 30 | 10 | 11 | 9  | 31 | 25 | +6  |
|  | 9.   | Staggia          | 31 | 30 | 9  | 13 | 8  | 29 | 31 | -2  |
|  | 10.  | Impruneta        | 30 | 30 | 8  | 14 | 8  | 24 | 28 | -4  |
|  | 11.  | Sinalunghese     | 28 | 30 | 8  | 12 | 10 | 35 | 34 | +1  |
|  | 12.  | Quarrata Olimpia | 27 | 30 | 7  | 13 | 10 | 17 | 21 | -4  |
|  | 13.  | Foiano           | 27 | 30 | 8  | 11 | 11 | 24 | 30 | -6  |
|  | 14.  | Pontassieve      | 27 | 30 | 7  | 13 | 10 | 28 | 34 | -6  |
|  | 15.  | Certaldo         | 25 | 30 | 8  | 9  | 13 | 22 | 29 | -7  |
|  | 16.  | Delle Signe      | 7  | 30 | 1  | 5  | 24 | 18 | 68 | -50 |